# Sistema fagocítico mononuclear
El sistema fagocítico mononuclear (SFM), antes llamado sistema retículo-endotelial (SRE), incluye todas las células derivadas de los precursores monocíticos de la médula ósea (monoblasto y promonocito), los monocitos de la sangre periférica y los macrófagos o histiocitos de los distintos órganos y tejidos. Entre estos últimos cabe considerar los histiocitos del tejido conjuntivo, las células de Kupffer del hígado, las células de Langerhans de la epidermis, los osteoclastos del tejido óseo, la microglía del SNC, los macrófagos alveolares del pulmón y los restantes macrófagos distribuidos por la médula ósea, el bazo o las serosas pleural y peritoneal. Desde el punto de vista funcional existen dos grandes grupos de células histiocíticas, los macrófagos, entre cuyas funciones está el procesamiento de los antígenos y la fagocitosis, y las células dendríticas, cuya función es la presentación de antígenos.
Se ha comprobado hace varios años que las células reticulares y endoteliales no tienen relación con la actividad de este sistema, ni siquiera con los macrófagos, principales componentes del SFM. Por eso actualmente se considera más adecuado el nombre de SFM, antes que el de sistema retículoendotelial.
Los granulocitos neutrófilos y los monocitos/macrófagos poseen un origen común. Su antecesor ontogenético es la célula pluripotencial mielo-monocítica (CFU-GM), que se diferencia en dos líneas.